# 284

## Починали
- ноември – Нумериан, римски император